# ロックマンワールド5
『ロックマンワールド5』（ロックマンワールドファイブ、ROCKMAN WORLD 5）は、1994年7月22日に日本のカプコンから発売されたゲームボーイ用横スクロールアクションゲーム。

## 概要
同社による『ロックマンシリーズ』のゲームボーイ用ソフト第5作目。主人公のロックマンを操作し、スペースルーラーズを倒して世界中における破壊活動を阻止することを目的としている。ベースとなるナンバリング作品はなく、ボスキャラクター・BGMなど、あらゆる要素は全て本作オリジナルのものとなっている。
開発は水口エンジニアリングが行い、スタッフは前作に引き続きプロデューサーは藤原得郎、美術は稲船敬二が担当している。
2001年にニンテンドウパワーの書き換え用ソフトとして発売された他、2013年にニンテンドー3DS用のバーチャルコンソール対応ソフトとして配信された。なお、本作の後に同シリーズのゲームボーイ用作品は発売されなかったため、同機種における最後の作品となった。稲船は「最終的に結構楽しんでやってたと思う」と語っている。

## ゲーム内容

### システム
スペースルーラーズにはこれまでのチャージショットが効かないという設定から、本作はチャージショット（溜め撃ち）がロケットパンチ「ロックンアーム」になっている。チャージショットに比べて射程は短く、ロックンアームが戻ってくるまで攻撃ができないが、機能を追加することが可能。また新たなサポートキャラクターとして、体当たり攻撃を主体とする猫型サポートロボット・タンゴが登場する（前作に登場し、同様に体当たり攻撃を行う鳥形サポートロボット・ビートは今回未登場）。
前作から取り入れられた、Pチップによるアイテム交換のシステムや条件による裏強化なども受け継がれている。
ゲームボーイ作品5作の中では唯一スーパーゲームボーイ対応となっており、これを用いて起動するとメットールなどが散りばめられた専用のフレームが画面につく。

### 特殊武器
スナッチバスター（Snatch Buster）（ME） - マーキュリーを撃破 - 消費エネルギー（1）
日本国外では「Grab Buster」と表記される。
特殊光弾を発射する。3連射まで可能。光弾は敵に命中すると確実にライフエネルギー（小）が出現（撃破時に時々出現するアイテムとは異なる）し、ロックマンの周囲を漂うように飛んでくる。

バブルボム（Bubble Bomb）（VE） - ビーナスを撃破 - 消費エネルギー（1/2）
ジグザグに上昇する泡状の爆弾を発射する。2連射まで可能。泡は天井に達するとそこから地形に沿って進んでいく。威力が高く燃費も良いが、軌道に癖があるため使いこなすには慣れが必要。

フォトンミサイル（Photon Missile）（MA） - マースを撃破 - 消費エネルギー（1）
敵や地形を貫通するドリル状のミサイルを発射する。高速で水平に真っ直ぐ飛び、2連射まで可能。画面内に出現させてから前進開始までに約1秒のラグがあるため、使用する際はそれを考慮する必要がある。

エレクトリックショック（Electric Shock）（JU） - ジュピターを撃破 - 消費エネルギー（1）
掌から100万ボルトもの超高圧の電気を放つ。射程が非常に短い反面、威力は高い。ボタンを押した後も暫くの間放電し続けるため、耐久力の高い敵に対しては連続ヒットを狙うことも可能。

ブラックホール（Black Hole）（SA） - サターンを撃破 - 消費エネルギー（4）
頭上に小型のブラックホールを出現させ、そこに画面内の敵を吸い込ませる（吸い込めない敵も存在する）。一通り敵を吸い込むとブラックホールは消滅し、その直後にそこから徐々に円状に拡散するエネルギー弾を4発放出する2段攻撃となっている。画面全体をカバーできるほど攻撃範囲は広く威力も高いが燃費は悪く、2段目の弾が画面内から全て消えないと再度使用することができない。

ディープディガー（Deep Digger）（UR） - ウラノスを撃破 - 消費エネルギー（2）
足元の特定のブロックを持ち上げ、前方に投げつける。投げつけたブロックは壁に当たると斜め4方向に飛び散り、その破片でも攻撃可能。『ロックマン』で登場した特殊武器の1つである「スーパーアーム」と、『ロックマン4』で登場した特殊武器「ダストクラッシャー」が統合されたような性能を持つ。スーパーアームと同様に特殊ブロックが無い所では使用できないが、その場合は通常のバスター（チャージ不可）を発射し、エネルギーは消費しない。

ブレイクダッシュ（Break Dash）（PL） - プルートを撃破 - 消費エネルギー（1、2）
無敵状態となって体当たりで攻撃する。体当たりは一定距離進むと終了するが、その後も僅かに無敵時間が持続しているため、敵を倒しきれずに激突してダメージを受けてしまう等といった危険性はない。特定の壁を破壊可能。使用にはチャージが必要で、チャージ時間に比例して2段階に威力と突進距離・消費エネルギーが変化する。チャージをしていない状態では通常のバスターを発射し、エネルギーは消費しない。

ソルトウォーター（Salt Water）（NE） - ネプチューンを撃破 - 消費エネルギー（2）
水の弾を投げつける。水の弾は着弾すると飛沫が飛び、それにも攻撃判定がある。十字ボタンの上下キー入力で軌道を若干調節可能。

スパークチェイサー（Spark Chaser）（EA） - アースを撃破 - 消費エネルギー（2）
3段階の角度に屈折する追尾レーザーを発射する。レーザーは消えるまで敵の周囲に留まりダメージを与え続けるため、総合的な攻撃力は高い。貫通力も強く使い勝手は良いが、他の特殊武器に比べて入手時期が遅いため、使用できる期間が短い。

### その他の特殊武器
ラッシュコイル（RC） - ビーナスを撃破 - 消費エネルギー（2）
乗ると高くジャンプすることができる。

ラッシュジェット（RJ） - サターンを撃破 - 消費エネルギー（-）
乗るとエネルギーが切れるまで、水平に飛行し続ける。本作では上下に軌道変更はできない。

ラッシュスペース - 一部ステージ限定 - 消費エネルギー（無し。ロックマンの体力と共用）
厳密には特殊武器ではないが本項目で説明する。 過去のGB作品にも演出のみ登場したラッシュのバリエーションで、本作で初めて操作が可能となった（特定ステージ限定）。姿はラッシュマリンに似ており、スクリューの代わりにロケットエンジンが装着されていることで単独での大気圏突破・突入が可能。
操作方法も過去作のラッシュマリンに準拠しているが、ショットボタンを押し続けることでチャージショットで攻撃が可能（本作でロックンアームではないチャージショットが見られるのはこことOPのみ）。また、緊急回避機能（十字キーを押しながらAボタン）も搭載している。エネルギー消費はなく、ダメージを負うとロックマンの体力が減少していく。

タンゴ（TA） - 初期装備 - 消費エネルギー（-）
援護攻撃用サポートメカ。エネルギーを使い果たすか、穴に落ちるまで敵のいる方向に向かってローリングアタックをする。前作のビートが飛行タイプだったのに対し、地上を飛び跳ねるように向かっていく。そのため穴に落ちて消えてしまったり、壁を乗り越えずにその場で飛び跳ね続けてエネルギーを無駄に消費してしまうこともある。

### 特殊アイテム
前作同様引き続いて登場するものも含めて紹介する。
Pチップ（PC）
集めた個数に応じたアイテムと交換できる。大と小の2種類あり（大が10個分、小が2個分カウント）、最大999個持てる。敵が落とすのは小のみであり、大は配置されているもののみ。

エネルギー缶（EN）
シリーズ恒例のストック型体力回復アイテム。ステージ中やライト研究所等で入手可能。また、後述のミニE缶を4つ集めると1つになる。

ミニE缶
単独でステージ中に落ちていたり、ライト研究所でも入手可能。ただし、単独では使用できないので4つ集めてエネルギー缶にする必要がある。

W缶（WP）
前作同様1個につき、1つだけ武器エネルギーを全回復する。ライト研究所でのPチップ交換でのみ入手可能。

S缶（SP）
体力を含む全ての武器エネルギーを全回復できる。ライト研究所でのPチップ交換でのみ入手可能。

ロックンクロー（CL）
ロックンアームに相手を掴んで連続でダメージを与える機能を持たせる。敵に接近した状態で発動する。

マジックハンド（MH）
ロックンアームが戻ってくる際に、接触したアイテムを壁を無視して引き寄せらせるようにする、前作の「リングブーメラン」に似た機能を持たせる。

エネルギーバランサー（EB）
通常は特殊武器を選択していない状態で武器エネルギーを取っても何も起こらないが、これを装備するとエネルギー残数が一番少ない特殊武器に取った武器エネルギーを回すことができる。

クリスタル
後半4ステージそれぞれ1個ずつ隠された、謎のクリスタル。全て集めるとパワージェネレーターをライト研究所で開発してもらえる。

パワージェネレーター（PG）
装備すると、特殊武器のエネルギー消費量が半分になる。このアイテムのみ、必要なのはクリスタルだけ。

Sボール
前作と同様、ブルースがランダムで出してくれるのみとなっているため、その他の場所では手に入れることができない。取ると、一気に体力・武器エネルギーを全回復することができる。

## ストーリー
4度に及ぶDr.ワイリーの野望はロックマンたちの活躍によって阻止され、世界に再び平和が戻った。やがてDr.ワイリーの存在も忘れ去られようとしていた。
しかしある日、散歩中だったロックマンは突如現れたアースに勝負を挑まれて応じたが、スーパーロックバスターすら効かず、倒されてしまう。ライト研究所に運び込まれたロックマンは、新たにロックンアームを装備して世界中で破壊活動を行っているスペースルーラーズとの戦いに向かう。

## 登場キャラクター

### メインキャラクター
DRN.001 ロックマン（Rockman）

Dr.ライト（Dr. Right）
Pチップ交換などに登場する。前作同様、一定条件を満たすとバスターのパワーアップを行ってくれるが、このパワーアップはパスワードに記録されない。

DRN.002 ロール（Roll）
オープニングデモで少しだけ顔を出す。

DRN.000 ブルース（Blues）
ステージのある場所で何らかのアイテムをくれる。

Dr.ワイリー（Dr. Wily）

### ボスキャラクター

#### スペースルーラーズ / スタードロイズ
地球外文明製のロボットで、ワイリーが発見し、復活させたものである。彼らには、それぞれ太陽系の惑星の名が冠されている。日本版と海外版では名前が異なっている。
本作では弱点武器の相関図が前半の4体（マーキュリー、ビーナス、マース、ネプチューン）、後半の4体（ジュピター、サターン、プルート、ウラノス）、さらに彼らを撃破後に登場するアースも含んで形成されていることが特徴的である。そのため、前半の4体のうち2体はその段階では実際の弱点武器を持って戦うことができない。
また彼らにはロックバスターも跳ね返す合金が使用されているという設定だが、ゲーム中では従来のボス同様にロックバスターが通用する。
SRN.001 アース（Earth）
長所：強か / 短所：潔癖症 / 好き：シャンプー / 嫌い：帽子、ヘルメット
スペースルーラーズのリーダー。自分こそが最強と信じている。潔癖症で自分以外のロボットは皆汚いと思っているため、常にテレポートで敵から離れて戦闘する。戦闘ではテレポートのほか、敵の動きを止める弾や追尾レーザーの「スパークチェイサー」を発射する。派手な髪型が自慢。
ポジションとしては過去作のロックマンキラーたちと同様の「9体目のボス」で、下記の8体をすべて倒した後に出現する（ボスラッシュにも未登場）。月面で対決する。
日本国外版での名称は、『Terra』となっている。

SRN.002 マーキュリー（Mercury）
長所：逃げ足が速い / 短所：口が軽い / 好き：共産主義 / 嫌い：陰口、後ろ指
体が液体金属でできており、自分の体を分裂させることができる。この能力で忍び寄り、特殊武器の「スナッチバスター」で相手のアイテムを盗むのが特技だが、手癖が悪いうえに口が軽いため友達は少なく、プルートとは犬猿の仲。「オマエのものはオレのもの」が信条。ステージはベルトコンベアやプレス機など過去作に登場したギミックが多く登場する。

SRN.003 ビーナス（Venus）
長所：綺麗好き / 短所：真っ直ぐに歩けない / 好き：阿波踊り / 嫌い：タコ
綺麗好きで毎朝シャンプーを欠かさないが、非常に攻撃的な性格の持ち主でもある。まっすぐに歩けないため、カニのように横歩きで移動する。ジャンプを駆使しながら「バブルボム」で攻撃する。ステージは下水道のような道で至る所に泡が噴き出ていたり、大量の水が降ってくる場所がある。

SRN.004 マース（Mars）
長所：太っ腹 / 短所：飛行機に乗れない / 好き：サバイバルゲーム / 嫌い：手加減
重武装で、ジャンプはできず脚に付いているローラーで高速移動する。水に弱く、飛行機に乗れない。地雷をあちこちに設置する悪癖に悩んでいる。ステージは不安定な足場や自爆する敵が多い。

SRN.005 ジュピター（Jupiter）
長所：スピードマニア / 短所：落とし物が多い / 好き：アクロバット飛行 / 嫌い：乱気流
鳥人型のロボットでジェットエンジンを搭載し、スペースルーラーズで唯一長時間飛行可能なボディを持つ。旧文明時は爆弾を使っていたが、部屋の中では危ないので電撃で攻撃する「エレクトリックショック」に換装した。上空をふらふら飛びながら攻撃してくる。同じ飛行タイプで、プロペラ飛行であるジャイロマンを見下しているフシがある。ステージが宇宙空間のような場所で、外ではジャンプ力が上がり、中では通常と同じになる。また床が凍っている部分があり滑ってしまうことがある。

SRN.006 サターン（Saturn）
長所：新しい物好き / 短所：お小遣いが少ない / 好き：フラフープ / 嫌い：TVゲーム
肩にかけたリングで「ブラックホール」を発生させられるが、エネルギーの関係で吸引力はそれほど強くなく、接触した相手にダメージを与える程度の威力である。時間を止めるタイムスリップ技も得意とする。出不精な性格で、仲間をブラックホールで呼び寄せるため、評判が悪い。ステージは至る所に重力が変化し、0.5Gではジャンプ力が上がり、逆に2Gでは下がってしまう。

SRN.007 ウラノス（Uranus）
長所：体育会系 / 短所：ツッコミが多い / 好き：ちゃぶ台返し / 嫌い：赤い旗
牛のような頭部をしている。他の仲間に比べて体内に武器が内蔵されていないことにコンプレックスを持っている。頑丈なボディを有しており（弱点武器以外で攻撃しても、与えられるダメージは0か1に固定される）、部屋一面に配置された岩を落盤させる一撃必殺技を持っている。ステージは回転していて立ったままだと落とされてしまう足場が多い。

SRN.008 プルート（Pluto）
長所：反射神経 / 短所：寒さに弱い / 好き：ネイルアート / 嫌い：ペディキュア
ジャングルでの戦闘のために開発された。敏捷性が長所で、フットワークで障害物をかわす。よけ損なった場合は体当たり攻撃「ブレイクダッシュ」で強引に突き進む。軌道修正弾を装備している。寒いのは苦手。『ロックマン7』に登場したスラッシュマンは彼をモデルに開発された。ステージは鉄骨の足場が多く、乗ったままでは落とされてしまい、逆に下を通ると上から落ちてきてダメージを受けてしまう。

SRN.009 ネプチューン（Neptune）
長所：泳ぎが上手 / 短所：足が水虫 / 好き：海水浴 / 嫌い：魚釣り
半魚人型のロボットで、戦闘的な外見に似合わず気まぐれなのんびり屋。水中での戦闘能力が非常に高いらしいが、ゲーム中では地上で戦うのでその性能を確認することはできない。特殊武器「ソルトウォーター」はあらゆる金属を錆びつかせるのでロボットに恐れられている。塩分の取りすぎを気にしているらしい。ステージは中ボスと連続で戦い、屋内では水や炎の吹き出すトラップや本作唯一の水中面も登場する。

#### 過去作品からの登場
過去のGB作品のオリジナルボス。ワイリースターでカプセルに大量に格納されている姿が見られる。戦闘を行うのはそれぞれ一体だけで、特殊武器を入手することはできない。
RKN.001 エンカー（Enker）
『ロックマンワールド』より登場。ジャンプからダッシュのパターンがなくなっている。なお、他の3体とは異なり本作にも弱点武器が存在せず、ロックバスターおよびロックンアームのみでしか倒すことができない。

クイント（Quint）
『ロックマンワールド2』より登場。原作では体力ゲージが表示されなかったが、今回は他ボスと同様に表示されるようになった。

RKN.002 パンク（Punk）
『ロックマンワールド3』より登場。本作ではクイントやバラードと同じく弱点武器が存在しており、ロックバスター以外の武器も通用する。回転突撃の速度が遅くなっている。

RKN.003 バラード（Ballade）
『ロックマンワールド4』より登場。変更点は特に無し。姿は初戦のままだが、パターンは2回目のものとなっている。

### その他のボスキャラクター
ダークムーン（Dark Moon）
前半の4ステージクリア後に戦う、アースが召還する直属の特攻隊長の液体金属製ロボット。一度目覚めるとエネルギーが無くなるまで暴れ続ける。『ロックマン』で登場したイエローデビルと同型で、弱点武器はフォトンミサイル。
イエローデビルのバリエーションでは初の歩行移動も可能（合体を画面外で行い、画面内まで歩行して登場する）で、さらに撃破された際に崩壊していく演出が入る。

スカル・ブレーザー（Skull Blazer）
ワイリースターへの侵入を阻止するために配備された大型イオン砲台。ミサイルも装備。ラッシュスペースに乗っての戦闘となる。

エル・ナックル & アール・ナックル（L-Knuckle & R-Knuckle）
ワイリースター内に配備された大型マニピュレーター。名称のエル、アールとは左のleft、右のrightを意味している。ワイリースターに格闘機能を持たせるために開発中だったが、ロックマンの進入が予想よりも早かったために、やむなくナックルそのものに人工知能と戦闘能力を持たせて出撃となった。弱点は目。

ブレーン・クラッシャー（Brain Crasher）
ワイリースターの中枢を制御している。ロックマンの攻撃を一切受け付けない。内部でロボットを生産する能力も持ち、爆弾型ロボットの爆風ならダメージを与えられる。
本体を破壊するとコックピット（ワイリーのUFO）部分が露出し第二形態となるが、同時に天井が崩れ、狭い空間での戦いを強いられる。

サンゴッド（Sun God）
長所：陽気で、明るい / 短所：寝起きが悪い / 好き：歯磨き / 嫌い：夜遊び
Dr.ワイリーによって復活させられた古代の兵器。本作の最終ボス。
元の製作者でないワイリーに躊躇なく発砲する自我を持つ。自分の使命に忠実だが、ロックマンの意見には耳を傾けたりする。
日本国外版での名称は「Sun Star（サンスター）」であり、設定が「自分より下等な生物を全滅させるべき」とプログラミングされている。
ウラノスの物と同様高い防御力を誇るボディを持つ（一部の特殊武器を除いてすべての特殊武器は通用する。しかし、その場合与えられるダメージは1に固定される）。武装が豊富であり、足場を崩して攻撃パターンを変えるため長時間戦って足場を崩され続けると、強制的に敗北となる（ダメージの回復手段がなくなるためであり、落とし穴のような即死というわけではない）。
体内には爆弾が仕込まれている。

## 移植版
| No. | タイトル                            | 発売日                                        | 対応機種        | 開発元               | 発売元   | メディア                                      | 型式 | 備考 | 出典                 |
| --- | ----------------------------------- | --------------------------------------------- | --------------- | -------------------- | -------- | --------------------------------------------- | ---- | ---- | -------------------- |
| 1   | ロックマンワールド5                 | 2001年4月1日                                  | ゲームボーイ    | 水口エンジニアリング | カプコン | フラッシュロムカセット （ニンテンドウパワー） | -    |      |                      |
| 2   | ロックマンワールド5 Mega Man V      | 2013年11月6日 2014年5月22日 PAL 2014年8月28日 | ニンテンドー3DS | 水口エンジニアリング | カプコン | ダウンロード （バーチャルコンソール）         | -    |      | [ 10 ] [ 11 ]        |
| 3   | ゲームボーイ Nintendo Switch Online | 2024年6月7日                                  | Nintendo Switch | 任天堂               | 任天堂   | ダウンロード                                  | -    |      | [ 12 ] [ 13 ] [ 14 ] |

## 評価
ゲーム誌『ファミコン通信』の「クロスレビュー」では、6・5・6・5の合計22点（満40点）、『ファミリーコンピュータMagazine』の読者投票による「ゲーム通信簿」での評価は以下の通りとなっており、23.0点（満30点）となっている。
| 項目 | キャラクタ | 音楽 | お買得度 | 操作性 | 熱中度 | オリジナリティ | 総合 |
| 得点 | 3.9        | 3.7  | 3.7      | 3.9    | 3.9    | 3.8            | 23.0 |